# Vladimir Matijević
Vladimir Matijević (Mostar, 21 gennaio 1957 – 8 luglio 2015) è stato un calciatore jugoslavo, bosniaco dal 1991, di ruolo difensore.

## Palmarès

### Club

#### Trofei Nazionali
- Kup Maršala Tita: 2

Velež Mostar: 1981, 1986

#### Trofei Internazionali
- Coppa dei Balcani per club: 1

Velež Mostar: 1980